# Pointe-Michaud
 Pointe-Michaud  est une communauté acadienne sur la route 247 dans le comté de Richmond au Cap-Breton.